# Bacio ancora le ferite
Bacio ancora le ferite è il primo album di Erica Mou, pubblicato nel 2009.

## Il disco
Tutte le canzoni sono scritte da Erica Musci (il vero nome dell'artista) ed edite dalle edizioni musicali Jazz Engine, tranne Pensiero stupendo, cover del successo di Patty Pravo scritto da Oscar Prudente e Ivano Fossati.
Molte canzoni sono state reincise dalla Mou per il suo secondo album, È.

## Tracklist
1. È
2. Oltre
3. Domenica
4. E mi
5. La neve sul mare
6. Dipendenza
7. Pensiero stupendo (cover Patty Pravo)
8. Sera d'acqua
9. Senso
10. Lame
11. Trentotto
12. Indietro

## Formazione
- Erica Mou - voce, chitarra acustica
- Antonello Papagni - chitarra, basso, programmazione, pianoforte, Fender Rhodes, cori
- Nate Wood - batteria
- Mirko Signorile - pianoforte
- Kaveh Rastegar - basso
- Marco Valente - contrabbasso, basso, cori, pentole, fischio
- Antonello Pagani - basso
- Luigi Claudio - battito di mani
- Zach Broch - violino
- Grag Heffernan - violoncello
- Gianluca Petrella - trombone
- Gaetano Partipilo - sax, flauto
- Francesco Bearzatti - clarinetto